# Cercosaura nigroventris
Cercosaura nigroventris là một loài thằn lằn trong họ Gymnophthalmidae. Loài này được Gorzula và Senaris miêu tả khoa học đầu tiên năm 1999.